# Slave Nikolov
Slave (Slavko) Nikolov (makedonski: Славе Николов), makedonski međunarodni rukometni sudac.
Sudio na velikim športskim natjecanjima u paru sa sudcem Đorđijem Načevskim. Sudio na svjetskim prvenstvima u rukometu u Švedskoj 2011., Kataru 2015. godine i Francuskoj 2017. godine. 
Sudio na europskim prvenstvima u Srbiji 2012., Danskoj 2014., Poljskoj 2016. i Hrvatskoj 2018. godine.